# M!ssundaztood
M!ssundaztood (español: Incomprend!da) es el segundo álbum de estudio de la cantante de pop/rock Pink. El álbum fue uno de los mejor vendidos en 2002 y logró el reconocimiento internacional de la artista ganando elogios por parte de la crítica, siendo nominada en dos categorías a los Premios Grammy.

## Historia
Después de terminar de promocionar Can't Take Me Home, Pink quería tener el control de su propia música afirmando que no quería ser encasillada como otras artistas que había aparecido anteriormente como Britney Spears. Para realizar su nuevo álbum Pink reclutó a Linda Perry, exvocalista de 4 Non Blondes para que la ayudara con la composición del álbum. Dijo que la razón de que quería que ella colaborara en el álbum era porque el disco Bigger, Better, Faster, More! era uno de sus favoritos. Pink y Linda Perry se embarcaron juntas en un viaje para conocerse. El resultado de las grabaciones fue un álbum con un sonido pop rock con letras basadas en las experiencias personales de Pink alejándose del estilo R&B de su anterior trabajo. Debido a esto en un principio el entonces presidente de LaFace Records Antonio "LA" Reid se negó a que el álbum fuese publicado argumentando que debido al cambio de estilo decepcionaría a sus fanes y que fracasaría en ventas. Finalmente cedió y el disco pudo ser editado, transformándolo en el más vendido de su carrera.

## Lanzamiento
M!ssundaztood fue lanzado en noviembre de 2001. Hasta la fecha es el álbum de mayor éxito de la cantante a nivel mundial. Éste incluye sencillos como «Get the Party Started», «Don't Let Me Get Me», «Just Like a Pill» y «Family Portrait».
Fueron lanzadas tres diferentes versiones de M!ssundaztood. La original, la edición limitada (que incluía un DVD) y una tercera versión que incluía una canción extra, «Catch-22». La duración original fue de 55 min, 22 s. La afamada escritora y productora Linda Perry escribió muchas de las canciones en este álbum e incluso participó en una de ellas, también tiene la colaboración del vocalista de Aerosmith, Steven Tyler en la canción Misery. El álbum fue un cambio total para la cantante ya que en su disco anterior contaba con sonidos R&B, con este segundo lanzamiento, la cantante se consagra como una exponente del pop rock, esto fue debido a que Pink estuvo al frente de la elaboración del disco y no como en su antecesor en el cual no participó mucho en la letra y música de las canciones de Can't Take Me Home. El álbum fue el cuarto más vendido en los Estados Unidos en 2002 con más de 5 millones de copias en ese país, siendo certificado con el 5x Platino por la RIAA. A nivel mundial el álbum ha vendido más de 16 millones de copias.

## Concepto
El álbum aborda diferentes temas en sus canciones. «Don't Let Me Get Me» aborda la angustia adolescente, «Just Like a Pill» describe su abuso de drogas en su adolescencia, en «My Vietnam» utiliza las historias de su padre que fue enviado a combatir a la guerra de Vietnam y en "Family Portrait" habla de cómo le afectó el divorcio de sus padres cuando era una niña.

## Canciones
- «Get the Party Started»: Es el primer sencillo del álbum, publicado en octubre de 2001 en Estados Unidos y en enero de 2002 en todo el mundo. Este fue el cambio que tuvo la artista que la consagró a nivel mundial, "Get the party stared" fue un gran éxito llegando al número 1 en diferentes países. La canción es una mezcla entre pop y dance. Fue escrita por Linda Perry con quien compuso la mayoría de las canciones del disco. El vídeo fue dirigido por Dave Mayers con quien ha trabajado desde el principio de su carrera. La canción y el video fueron nominados a los premios Grammy y MTV.

- «Don't Let Me Get Me»: Es el segundo sencillo, publicándose en febrero de 2002. El sencillo continua con el gran éxito de su antecesor posicionándose de los primeros lugares en diferentes países. Con esta canción muestra un gran cambio tanto en sonido como en imagen ya que pasa del R&B al pop rock. La canción tiene buenas críticas por parte del medio especializado y del público. Fue escrita por Pink y Dallas Austin y producida por este último. La canción habla de no ser comparada con las demás artistas pop (sobre todo haciendo referencia a Britney Spears). El video de la canción también fue dirigido por su gran amigo Dave Mayers.

- «Just Like a Pill»: Es lanzada como el tercer sencillo en junio de 2002. Al igual que los anteriores tuvo un gran éxito a nivel mundial y fue su primer número 1 en el Reino Unido. La canción fue una de las mejor recibidas por los críticos y fanes de la artista y con esta canción se consagra dentro del género del pop rock. Al igual que "Don't Let Me Get Me", fue escrita por ella y por Dallas Austin. El video fue dirigido por Francis Lawrence con quien trabaja por primera vez, el vídeo también es bien recibido y muestra a la cantante en un mundo de ensueño. Es en este momento donde Pink decide no volver a trabajar en vídeos con animales debido a que se da cuenta del maltrato que recibe el elefante por parte de su entrenador y decide unirse a PETA.

- «Family Portrait»: Fue el cuarto y último sencillo del álbum, para Norteamérica fue lanzado en diciembre de 2002 y el resto del mundo en enero de 2003. El sencillo tuvo menos éxito que sus anteriores sencillos, sin embargo llegó al top 40 en varios países. La canción fue escrita por Pink y Scott Storch y producida por este último. La canción habla de la relación que lleva con su familia y como tomó ella el divorcio de sus padres cuando ella era una niña. El vídeo fue dirigido por Sophie Muller.

## Lista de sencillos

### Lista original
1. "M!ssundaztood" – 3:36
2. "Don't Let Me Get Me" – 3:31
3. "Just Like a Pill" – 3:57
4. "Get the Party Started" – 3:11
5. "Respect" – 3:25
6. "18 Wheeler" – 3:44
7. "Family Portrait" – 4:56
8. "Misery" (Feat. Steven Tyler & Richie Sambora) – 4:33
9. "Dear Diary" – 3:29
10. "Eventually" – 3:34
11. "Lonely Girl" (Feat. Linda Perry) – 4:21
12. "Numb" – 3:06
13. "Gone To California" – 4:34
14. "My Vietnam" – 5:19

### Relanzamiento
1. "Get The Party Started" – 3:11
2. "18 Wheeler" – 3:44
3. "M!ssundaztood" – 3:36
4. "Dear Diary" – 3:29
5. "Eventually" – 3:34
6. "Numb" – 3:06
7. "Just Like A Pill" – 3:57
8. "Family Portrait" – 4:56
9. "Misery" (Feat. Steven Tyler & Richie Sambora) – 4:33
10. "Respect" (Feat. Scratch) – 3:25
11. "Don't Let Me Get Me" – 3:31
12. "Gone To California" – 4:34
13. "Lonely Girl" (Feat. Linda Perry) – 4:21
14. "My Vietnam" – 5:19
15. "Catch-22" – 3:50

### DVD
1. "Family Portrait" (Video musical)
2. "Don't Let Me Get Me" (Video musical)
3. "Numb" - (En vivo en La Scala)
4. "Family Portrait" - (En vivo en La Scala)

## Certificados y ventas
| Chart                          | Peak position | Certification | Sales/ shipments |
| ------------------------------ | ------------- | ------------- | ---------------- |
| Estados Unidos Billboard 200   | 6             | 5× Platino    | 5.3 millones     |
| Australia                      | 14            | 3× Platino    | 210,000          |
| Austria                        | 4             | Platino       | 30,000           |
| Bélgica                        | 12            | Oro           | 25,000           |
| Brasil                         | —             | Oro           | 100,000          |
| CanadáCanadian Albums Chart    | 5             | 5× Platino    | 500,000          |
| Dinamarca                      | 10            | Platino       | 30,000           |
| Europa European Top 100 Albums | —             | 3× Platino    | 4 millones       |
| Finlandia                      | 6             | Oro           | 16,534           |
| Francia                        | 17            | 2× Oro        | 307,000          |
| Alemania Media Control Charts  | 5             | 2× Platino    | 600,000          |
| Países Bajos Megacharts        | 5             | Platino       | 80,000           |
| Nueva Zelanda RIANZ            | 4             | 4× Platino    | 60,000           |
| Noruega                        | 4             | Platinum      | 40,000           |
| Rusia                          | —             | Platino       | 20,000           |
| Suecia                         | 7             | Platino       | 60,000           |
| Suiza                          | 7             | 2× Platino    | 80,000           |
| Reino Unido UK Albums Chart    | 2             | 5× Platino    | 1.8 millones     |